# بازرس کل (نمایش)
بازرس کل یک نمایش تلویزیونی محصول سال ۱۳۸۱ به کارگردانی ساسان امیرپور، نویسندگی نیکلای گوگول و تهیه‌کنندگی جواد ظهیری می‌باشد که از شبکه پخش شد.
ماجراهای مرد شیادی را روایت می‌کند که همراه خدمتکارش به یکی از شهرهای کوچک و دور افتاده روسیه سفر می‌کند. مقامات شهر مدتی است که منتظر ورود بازرس از مرکز هستند، با ورود غریبه به شهر مقامات تصور می‌کنند او همان بازرس است و استقبال شایانی از او به عمل می‌آورند، در حالی که…

## بازیگران
- مهدی هاشمی
- رضا فیاضی
- سیما تیرانداز
- آتیه جاوید
- آرش فصیح
- آرمان امید
- آزیتا فضائی
- احمد آقالو
- اسماعیل محمدکریمی
- بهرام ابراهیمی
- بیژن افشار
- جواد پورزند
- خسرو احمدی
- رضا بابک
- سارا فرزادفر
- غلامرضا طباطبائی
- مهتاب نصیرپور
- مهدی شقایقی حق
- میرطاهر مظلومی
- هادی عامل
- هدایت هاشمی
- هنگامه صالحی
- هومن برق‌نورد